# Pueblo motilón-barí
Los baríes, también llamados motilones (sing. motilón) o dobocubis, son un pueblo amerindio que habita en las selvas Catatumbo, a ambos lados de la frontera entre Colombia y Venezuela y habla barí, un idioma de la familia lingüística chibchense.

## Historia
El territorio tradicional barí que se extendía por la cuenca del Catatumbo-Zulia y parte de Santa Ana, fue sustancialmente reducido, primero por la conquista y colonización española y más recientemente en forma aún más drástica, por la explotación del petróleo y del carbón en la región desde el siglo XX y la colonización del espacio rural.
La resistencia de los barís fue intensa entre 1530 y 1730, cuando los misioneros capuchinos estudiaron su idioma y comenzaron a catequizar algunos grupos y a conformar poblados indígenas. Al principio estos poblados fueron atacados por los barís, al igual que los de los españoles, pero a partir de 1772 la gobernación de Maracaibo logró iniciar un contacto pacífico que llegó a incluir a por lo menos 21 comunidades barís. 
Los capuchinos propiciaron, mediante la entrega de herramientas metálicas, el traslado voluntario de los barís a poblados en sitios escogidos por ellos, lo que ocasionó ciertos conflictos con los hacendados, atenuados por las ventajas que dio la explotación tranquila de plantaciones de cacao, de rutas comerciales y en algunos casos la disponibilidad de mano de obra. Esto traslados significaban modificar el patrón de vivienda multifamiliar elíptica o circular que albergaba la comunidad ("maloka"), a viviendas unifamiliares congregadas en poblados. 
Durante la guerra de Independencia, los capuchinos se declararon partidarios de la causa del rey de España y enfrentaron a los patriotas, siendo derrotados en 1813 y tras ello la mayoría de los barís abandonaron los poblados y regresaron a la selva. El obispo de Mérida quitó a los capuchinos la jurisdicción sobre los cinco poblados que aún quedaban en 1817. Aunque con la excepción del poblado de El Pilar, todos los demás fueron abandonados desde entonces, las relaciones entre barís y criollos fueron pacíficas hasta 1882 cuando las tensiones con los hacendados provocaron enfrentamientos que se agravaron desde 1885.
En 1905 el gobierno del general Rafael Reyes otorgó al general Virgilio Barco la concesión para explotar petróleo, hulla y asfalto en el territorio barí. Los capuchinos regresaron enviados por el gobierno de Colombia desde 1910, y en 1914 un obispo visitó a los barís. Sin embargo los conflictos se incrementaron debido a la expansión de las haciendas y la trata de indios hacia las haciendas del Zulia y aún más por las exploraciones petroleras y mineras, que los indígenas percibían como invasiones a lo profundo de su territorio. A finales de la década del veinte los barís estaban en plena guerra de resistencia.
La Concesión Barco fue cedida por la familia del general a la empresa estadounidense Gulf Oil. En 1931 el contrato Chaux-Folson, entre el gobierno colombiano y la compañía estipulaba:
El gobierno les prestará a las compañías contratantes la protección debida para repeler la hostilidad o los ataques de las tribus de motilones o salvajes que moran en las regiones de que hacen parte los terrenos materia de este contrato, lo que hará por medio de cuerpos de policía armada o de la fuerza pública cuando sea necesario.
En contra de lo dispuesto en este contrato se pronunciaron los Consejos y Ligas de Indios de otros lugares de Colombia, cuyo líder Quintín Lame escribió una carta a la Cámara de Representantes, protestando porque el gobierno se compromete, a instancias de la Gulf, a atacar por la fuerza, con el ejército y la policía a mis hermanos los indios motilones, que viven y tienen sus labranzas en la región del Catatumbo.
La guerra entre los motilones y las petroleras, que duró 20 años, fue en extremo desigual. Flechas contra fusiles y aviones, de manera que finalmente los indígenas cedieron dos terceras partes de su territorio a las compañías y a la colonización. 
Derrotados los barís, fueron las misiones católicas (especialmente las misioneras de la Madre Laura) y evangélica (de Bruce Olson), los vehículos de la pacificación y de su relacionamiento con las sociedades colombiana y venezolana. En 1963, guiado por las concepciones del indigenismo, el director de Asuntos Indígenas de Colombia inició una labor de protección del territorio que aún era controlado por los barís y luego se han delimitado dos Resguardos Indígenas donde se reconoce su propiedad colectiva: en 1981, el Barí de Catalaura, en los Municipios de Teorama, Convención y El Carmen; y en 1988, el Motilón-Barí de La Gabarra, en los Municipios de El Tarra y Tibú.
En el siglo XXI los barís están nuevamente amenazados por los intereses de las empresas mineras en Venezuela, que aspiran a ampliar las explotaciones de carbón y por las empresas petroleras que desde Colombia desarrollan nuevas exploraciones y explotaciones en su territorio. Además han sido afectados gravemente por la dispersión de cultivos de coca de los colonos y por el conflicto armado que ocurre en Colombia.

## Organización social
Cada grupo local está compuesto por aproximadamente 50 personas, que habitan hasta tres bohíos o malokas —casas comunales—, en cada una de las cuales conviven varias familias nucleares. Estas comunidades se establecen durante unos diez años en un sitio elegido cerca de ríos abundantes en pesca, en zonas no inundables.
En el centro de la maloka se encuentran los fogones, y a los lados, los dormitorios de cada familia. La distribución interior de la maloka, que constituye el núcleo sociopolítico del grupo, responde a reglas específicas de organización social. El jefe de la maloka es el ñatubai; le siguen en jerarquía el abyiyibai y el ibaibaibai, quienes ocupan sus espacios en orden, comenzando desde la izquierda de la puerta de entrada.
Para cada barí, los demás barís conocidos son considerados parientes o aliados. Los matrimonios se establecen entre aliados y están prohibidos entre parientes. En la maloka, se procura que cada familia se ubique de modo que los vecinos sean aliados del hombre y parientes de la mujer. Los extranjeros son recibidos como si fueran parientes.
Una pareja se considera formalizada cuando participa conjuntamente en la construcción de una maloka. Generalmente, el esposo se traslada a vivir con el grupo de la mujer.

## Economía
Los barís son agricultores, cazadores, pescadores y recolectores. Cultivan, en campos en los alrededores de las casas comunales, yuca, batata, plátano, zapallos, maíz, ñame, piña, caña de azúcar, cacao, algodón, achiote y ají, cazan aves, monos, el pecarí, la danta y roedores. Utilizan como arma de caza y pesca el arco y flecha. La pesca es una fuente muy importante de su alimentación y para multiplicarla construyen represas temporales y usan barbasco. Entre los productos recolectados se destacan los frutos de la palma milpesos. Practican el comercio desde época inmemorial para obtener sal y actualmente para dotarse de herramientas metálicas, receptores de radio, baterías y otros artículos.

## Sistema de representaciones
Para los barís las concepciones fundamentales tienen que ver con el ordenamiento de la sociedad y la conducta, sin que sea muy importante el origen del mundo. Sabaseba vino desde el occidente cuando la tierra era caótica y él con su trabajo la ordenó, disponiendo el sol, la luna y las estrellas. 
Cuando cortó una piña surgió el primer barí, y de la siguiente la primera mujer Barira y de la tercera un niño bakurita. De las siguientes piñas cortadas surgieron los primeros ñatubai que aprendieron a construir las malokas y les fueron asignados sus respectivos territorios. Estos primeros barís eran saimadoyi, auxiliares de Sabaseba y enseñaron las labores de la agricultura, caza y pesca.
Las otras etnias (yukpa, wayúu, blancos y negros) y ciertos seres perjudiciales para los barís, se conciben como surgidos de la ceniza de Sibabio una anciana que tras devorar a su nieto fue quemada por el padre del niño.
Consideran que sobre la tierra hay seis cielos en orden ascendente, donde viven diferentes seres, en el más alto el sol y Sabaseba; y bajo la tierra hay grandes extensiones de agua y cueva.